# Theodor Storm
Hans Theodor Woldsen Storm, mai cunoscut pe scurt ca Theodor Storm, (n. 14 septembrie 1817, Husum, Schleswig – d. 4 iulie 1888, Hanerau-Hademarschen, Schleswig-Holstein, Germania) a fost un scriitor german. Părinții săi sunt avocatul Johann Casimir Storm (1790-1874) și Lucie Storm, născută Woldsen (1797-1879). A fost unul dintre cei mai importanți autori din secolul al XIX-lea ai realismului german. A scris numeroase povestiri, poezii și nuvele. Cele mai bine cunoscute lucrări ale sale sunt nuvelele Immensee (Iezerul albinelor, 1849) și Der Schimmelreiter (Fantasma de pe Calul Alb), prima oară publicată în aprilie 1888 în Deutsche Rundschau. A mai scris nuvelele Pole Poppenspäler (Pole păpușarul, 1874) și Aquis submersus (1877).

## Traduceri în limba română
- Iezerul albinelor, Nuvele. Biblioteca pentru toți, nr. 85, Editura pentru Literatură, 1961
  - Iezerul albinelor, traducere de Frida Papadache (Immensee)
  - Pole Poppenspäler, traducere de Frida Papadache
  - Carsten Epitropul, traducere de Frida Papadache (Carsten Curator)
  - Năluca, traducere de Laura Dragomirescu
- Trude, zîna ploilor, Editura Tineretului, 1963 (Die Regentrude)
- Micuțul Häwelmann, Editura Ion Creangă, 1971 (Der kleine Häwelmann)
- Cronica despre Grieshuus, Editura Univers, 1972 (Zur Chronik von Grieshuus)
- Poezii, traducere de Eugen Frunză, Editura Albatros, 1979

## Legături externe
- Materiale media legate de Theodor Storm la Wikimedia Commons
- Lucrări de Theodor Storm la Proiectul Gutenberg
- Lucrări de Theodor Storm la LibriVox (cărți audio aflate în domeniul public)